# كيفر بيلوز
كيفر بيلوز (بالإنجليزية: Kieffer Bellows)‏ هو لاعب هوكي الجليد أمريكي، ولد في 10 يونيو 1998 في إدينا في الولايات المتحدة.

## وصلات خارجية
- كيفر بيلوز على موقع دوري الهوكي الوطني (الإنجليزية)
- كيفر بيلوز على موقع EliteProspects.com (الإنجليزية)
- كيفر بيلوز على موقع Eurohockey.com (الإنجليزية)
- كيفر بيلوز على موقع HockeyDB.com (الإنجليزية)
- كيفر بيلوز على موقع Hockey-Reference.com (الإنجليزية)